# 弦哲也のFTVカラオケグランプリ
『弦哲也のFTVカラオケグランプリ』（げんてつやのエフティーブイカラオケグランプリ）は、福島テレビ（FTV）で、1997年4月14日から2011年3月7日まで放送されていた視聴者参加型のローカル番組・音楽番組である。

## 概要
元々は1986年10月に『FTVカラオケのど自慢』のタイトルでスタート。その後、1987年には『FTV勝ち抜きのど自慢』とタイトルを改めた。この時の司会は金井淳郎と北原真紀子で、審査員の中にはこの頃から弦哲也が出演していた。1991年4月には弦の冠番組となり『あなたも有段者になろう 弦哲也のFTVカラオケ選手権』と再び改題した。1997年3月30日までこれらの番組は毎週日曜9:00 - 9:30に放送されていた。しかし1997年4月の改編で日曜10:00から放送されていた仙台放送制作・東北電力提供枠（改編当時は『今、きらめいて』）の影響で日曜12:00 - 13:45に遅れネットしていた『笑っていいとも!増刊号』を同時ネット化させることとなり、その影響で『今、きらめいて』が『カラオケ選手権』の放送枠へ移動することになった。それに伴い、同年4月14日から『カラオケ選手権』をゴールデンタイムに移行・リニューアルする形で本番組が開始された。
若者から高齢者まで様々な世代の挑戦者たちがチャンピオンに歌で勝負を挑んでいた番組で、弦哲也が審査委員長を務めていた。形としてはNHK『NHKのど自慢』に近い。10人勝ち抜いた人には年に1度行われるグランドチャンピオン大会への出場権が与えられ、福島空港 - 上海間の往復航空券がプレゼントされた。また、弦哲也賞に輝いた人は、エンディングのワンポイントアドバイスで弦から直接歌唱法についてのアドバイスが受けられた。
放送開始当初は、はまつグループが冠スポンサーに就き、はまつアワーの番組として放送されていた。しかし、はまつグループの業績悪化を受けて2000年（平成12年）で15年続いた枠から撤退する事となり「はまつアワー」は廃枠。番組は複数社提供で継続する事となり、筆頭スポンサーにはいわき市にある温泉施設の太平洋健康センターが就いた。これ以降はグランドチャンピオン大会を同施設で行う年もあった。((※地上波アナログ放送で放送されていた時代においては一部北関東の茨城県高萩市の一部において受信が可能だった事があった。(VHF8ch(水石山))(VHF9ch(湯の岳))(UHF22ch(勿来窪田))
(UHF38ch(湯本))のうちいずれか受信が可能だった時期があった。高萩市以外でも、北茨城市と日立市の一部も含まれる。(ただし、地上波デジタル放送になってからは一切受信が不可能となった。)))
2005年に福島テレビでも放送された『FNS ALLSTARS あっつい25時間テレビやっぱ楽しくなければテレビじゃないもん!』（フジテレビ）の「トリビアの温泉」のコーナーで、この番組に出た「蒲ちゃん」が取り上げられて全国放送された。またその際、今田耕司は審査委員長で番組の冠になっている弦と司会者の金井淳郎を終始間違えたまま進行していた。
放送時間は、放送開始から2010年3月までは19:30 - 20:00だったが、同年4月19日放送分から30分拡大し、19:00から放送の1時間枠の番組になった。同時に、弦が深谷純子とともに福島県内を旅する新コーナー「ふくしま弦気旅」がスタートした。
東北地方太平洋沖地震（東日本大震災）の発生後、番組休止（事実上の打ち切り）。2011年5月9日に特別番組『弦哲也のFTVカラオケグランプリ 弦気になろう!ふくしま!』を放送し、同特番内で「一旦お休みします」とアナウンスした。これをもって『FTVカラオケのど自慢』から24年半続いた番組は幕を下ろすことになった。
その後、2013年3月16日に『弦哲也ふくしまへの思い カラオケグランプリスペシャル』が放送された。司会は藺草英己と堤友香。

## 放送時間
- 月曜 19:00 - 19:54

この時間帯にフジテレビで放送されている『ネプリーグ』は、福島テレビでは2005年10月1日から別の時間帯（土曜 16:30 - 17:25）で放送されていた。基本的には、スペシャルであっても通常放送を行い1時間編集版となるが、2006年頃から改編期の春・秋に休止して、フジテレビのスペシャルをフルネットで放送することも増えてきた。2010年4月12日と5月10日には本番組を休止し、『ネプリーグ』を同時ネットで放送した。また、東日本大震災発生後の2011年4月からも放送を休止し、以後は『ネプリーグ』を同時ネットしている。なお、同時ネット移行後も土曜夕方の遅れ放送枠はしばらく継続していた。

## 歴代司会進行者
※特記の無いものはFTV正局員アナウンサー

### レギュラー放送時
- 金井淳郎（元福島テレビアナウンサー、フリー転身後も継続出演）
- 堤友香

### 過去
- 高橋雄一（1997年4月 - ）
- 荒井律（1997年4月 - ）
- 関口由香里
- 田井麗花（契約アナウンサー）
- 山元香里
- 名和田知加

## 審査委員
- 委員長：弦哲也
- 委員：演歌歌手所属のレコード会社のプロデューサーなど
- ゲスト演歌歌手